# Dmytro Palijiw
Dmytro Palijiw, ukr. Дмитрó Палíїв (ur. 17 maja 1896 w Przewoźcu koło Kałusza, zm. 20 lipca 1944 w rejonie Brodów) – ukraiński wojskowy, działacz nacjonalistyczny i dziennikarz niepodległościowy, poseł na Sejm RP, założyciel i przywódca Frontu Jedności Narodowej, oficer 14 Dywizji Grenadierów SS podczas II wojny światowej.
Ukończył gimnazjum w Kołomyi. Podczas I wojny światowej służył w Ukraińskich Strzelcach Siczowych jako podchorąży. Od września 1918 działał w Komitecie Wojskowym we Lwowie, opracowując plan opanowania przez Ukraińców obszaru Galicji i Bukowiny. 1 listopada tego roku był jednym z organizatorów przewrotu we Lwowie, który doprowadził do bitwy o miasto z Polakami. Podczas wojny polsko-ukraińskiej był chorążym (czotarem) w Ukraińskiej Armii Galicyjskiej, adiutantem płk. Dmytro Wytowskiego, a następnie gen. Myrona Tarnawskiego.
W latach 1921–1926 wchodził w skład komendy głównej Ukraińskiej Organizacji Wojskowej (UWO). Brał udział w nieudanym zamachu na Józefa Piłsudskiego. Aresztowany i skazany na karę 2,5 roku więzienia.
Brał aktywny udział w tworzeniu Organizacji Ukraińskich Nacjonalistów (OUN). Stał się jednym z przywódców radykalnego skrzydła ukraińskiego ruchu niepodległościowego.
W latach 1923–1924 wspólnie z Dmytrem Doncowem i Wołodymyrem Kuzmowyczem redagował organ UPNR – dwutygodnik „Zahrawa”. Był też głównym redaktorem gazety „Nowyj Czas”, wydawanej z przerwami w latach 1923–1933. W 1925 wstąpił do Ukraińskiego Zjednoczenia Narodowo-Demokratycznego (UNDO), do 1933 r. był przewodniczącym Komitetu Centralnego partii.
W latach 1928–1930 był posłem do Sejmu RP z ramienia UNDO. Za antypaństwową działalność był wielokrotnie aresztowany przez władze polskie, w latach 1930–1933 odbywał karę więzienia. W latach 30. redagował gazetę „Batkiwszczyna” (1934-1939), „Peremoha” i „Ukraiński Wisti” (1935-1939). W 1938 r., nie zgadzając się z polityką normalizacji i koncepcją „narodowej rewolucji” prowadzoną przez UNDO, został przywódcą partyjnej opozycji, która jesienią tego roku utworzyła nową partię – Front Jedności Narodowej (FNJ), a następnie przewodniczącym tej partii. Po wybuchu II wojny światowej zawiesił jej działalność, a wiosną 1941 rozwiązał.
W okresie II wojny światowej podjął kolaborację z Niemcami. Wiosną 1943 był jednym z inicjatorów utworzenia 14 Dywizji Grenadierów SS złożonej z Ukraińców z obszaru dawnej Galicji. Dostał stopień Waffen-Hauptsturmführera der SS. Był ideologiem jednostki, uważając, że powinna ona walczyć jedynie w imię interesów narodu ukraińskiego zarówno metodami legalnymi, jak i nielegalnymi. W 1944 kierował oddziałem jej szkoły oficerskiej. Zginął w lipcu tego roku podczas
bitwy pod Brodami.